# Riefensberg
Riefensberg település Ausztria legnyugatibb tartományának, Vorarlbergnek a Bregenzi járásában található. Területe 14,85 km², lakosainak száma 1 021 fő, népsűrűsége pedig 69 fő/km² (2014. január 1-jén). A település 781 méteres tengerszint feletti magasságban helyezkedik el.

## Fordítás
- Ez a szócikk részben vagy egészben  a   Riefensberg című angol Wikipédia-szócikk ezen változatának fordításán alapul.  Az eredeti cikk szerkesztőit annak laptörténete sorolja fel. Ez a jelzés csupán a megfogalmazás eredetét és a szerzői jogokat jelzi, nem szolgál a cikkben szereplő információk forrásmegjelöléseként.